# Polystichum dendrophilum
Polystichum dendrophilum är en träjonväxtart som beskrevs av Cornelis Rugier Willem Karel van Alderwerelt van Rosenburgh. Polystichum dendrophilum ingår i släktet Polystichum och familjen Dryopteridaceae. Inga underarter finns listade.